# Ołeksandr Juszczenko

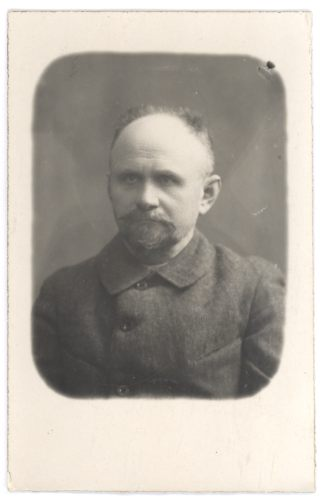
Ołeksandr Juszczenko

Ołeksandr Iwanowycz Juszczenko (ukr. Олександр Іванович Ющенко; ros. Александр Иванович Ющенко, Aleksandr Iwanowicz Juszczenko; ur. 2 grudnia 1869, zm. 15 czerwca 1936 w Charkowie) – ukraiński lekarz psychiatra.
Ukończył studia medyczne na Uniwersytecie w Charkowie w 1893 roku. Specjalizował się pod kierunkiem Kowalewskiego w Charkowie i Warszawie, od 1896 do 1897 w Petersburgu, gdzie uczył się u Biechtieriewa i Pawłowa. Od 1897 do 1900 praktykował w zakładzie psychiatrycznym w Winnicy, od 1900 do 1915 w Sankt Petersburgu. W 1911 został docentem prywatnym w klinice psychiatrycznej Uniwersytetu w Juriewie (Tartu), od 1915 do 1918 profesor psychiatrii w Tartu. Następnie współorganizował klinikę psychiatryczną w Rostowie nad Donem i kierował kliniką psychiatrii w Woroneżu. Od 1929 profesor Akademii Psychoneurologicznej w Charkowie. W 1930 został dyrektorem Charkowskiego Instytutu Psychiatrii. Od 1934 zakład psychiatryczny w Winnicy nosi jego imię. W 1928 roku dla uczczenia jego zasług dla psychiatrii i neurologii wydano księgę pamiątkową, zawierającą prace uczonych ze Związku Radzieckiego, Polski, Rumunii, Hiszpanii, Niemiec, Estonii, Francji, Szwajcarii i Szwecji.

## Wybrane prace
- К вопросу о постельном содержании душевнобольных. Русский медицинский вестник, 1901
- Сущность душевных болезней и биологохимические исследования их. СПб, 1912
- Юношеский прогрессивный паралич. Архив психиатрии, неврологии и судебной психопатологии, 1895
- Лекции по психиатрии, записанные Г. И. Шоц. Ч. 1: Историческое введение. Основы психологии. Ростов-на-Дону: Прибой, 1923
- Лекции по психиатрии, записанные Г. И. Шоц. Ч. 2: Общая психопатология. Ростов-на-Дону: Прибой, 1923